# Biorytmus
Biorytmus je nějaký děj, který se opakovaně – cyklicky – objevuje u živého organizmu s určitou pravidelností. Tato pravidelnost může mít jistou míru nepravidelnosti. Délka cyklu může být velmi rozdílná od hodnot v hodinách až po roční cyklus (nazývaný cirkanuální).
Příkladem biorytmu je cirkadiánní rytmus s délkou cyklu přibližně jeden den.

## Příklady fyziologických dějů

### Lidé
- ovulace
- spánek
- srdeční tep